# Escadrons de la mort, l'école française
Escadrons de la mort, l’école française est un livre de Marie-Monique Robin, dont elle a aussi fait un film documentaire, diffusé la première fois sur Canal+ le 1er septembre 2003 et rediffusé en 2004. Le documentaire démontre comment les méthodes de guerre contre-révolutionnaire employées par l'armée française pendant la guerre d'Algérie, en particulier pendant la bataille d'Alger, ont ensuite été enseignées aux États-Unis (notamment à Fort Bragg) de même qu'en Amérique du Sud, au Centre d'instruction de la guerre dans la jungle de Manaus au Brésil.

## Enquête journalistique
Dans le cadre de son enquête de presse, Marie-Monique Robin a effectué des entretiens avec des militaires français, américains et latino-américains, dont le général Paul Aussaresses, le colonel Charles Lacheroy, l'ex-chef de la DINA chilienne Manuel Contreras, des anciens membres de l'OAS, le général argentin Harguindeguy, le général Bignone et le général Díaz Bessone. Diffusé en Argentine, ce dernier entretien provoquera une « commotion nationale », selon le journaliste Horacio Verbitsky, qui explique que « c'est la première fois qu'un général de la junte reconnaît l'existence des disparus et surtout c'est la première fois que l'un d'eux admet que la disparition fut une technique de guerre programmée et planifiée » ; Bessone s'est vu traduit devant la justice militaire.
Marie-Monique Robin s'est également entretenue avec des journalistes travaillant sur les dictatures en Amérique latine, ainsi que sur l'opération Condor, de même qu'avec des membres du MIR, des anciens de la Direction de la Surveillance du Territoire française tels Alain Montarrat, ou Yacef Saâdi du FLN.
Les informations contenues dans le documentaire étaient connues, David Galula ayant, par exemple, effectué des recherches à l'université Harvard dès 1962 exactement sur ce sujet.
Les principes de ces techniques restent utilisés de nos jours.

### Assesseurs militaires français en Argentine
Marie-Monique Robin montre l'existence d'un accord, secret, de coopération militaire entre la France et l'Argentine. Cet accord, signé en 1959, entre la France et l’Argentine, porterait sur la création d’une « mission permanente militaire française » qui aurait perduré jusqu'en 1970. Il s'agit en réalité d'une mission militaire, « d'assesseurs militaires français », active de 1960 à 1963 à Buenos Aires ; puis, de nouveau, de 1973 à 1976.
À la suite de cette découverte, la journaliste interroge Pierre Messmer, nommé Ministre des Armées au moment de la signature supposée de l'accord, qui confirme la création de la « mission permanente d'assesseurs militaires en Argentine ». Ce ministre lui déclare:
« C'est le général De Gaulle lui-même qui avait décidé qu'il y aurait une mission, sur la proposition du ministre des Affaires étrangères. Cela dit, déjà avant la Seconde Guerre mondiale, les missions militaires françaises en Amérique du Sud étaient assez nombreuses. Il y en avait une au Brésil, en Colombie, au Venezuela. C'était une tradition. Les États-Unis n'avaient pas encore, à ce moment-là, mis la main sur l'instruction et la fourniture de matériel aux armées sud-américaines. Mais en 1960, je pense que l'Argentine était surtout intéressée par l'expérience de la France dans le domaine de la guerre révolutionnaire, justement. »
En 1960, le président Charles de Gaulle, hostile à la « doctrine de la guerre révolutionnaire » (DGR), reprend en mains le Centre d'instruction pacification et contre-guérilla (CIPCG) situé à Arzew (Algérie), qui diffusait cet enseignement.
Publiée par l'ambassade de France, la liste des accords conclus entre 1853 et 2016 entre les deux pays, la France et l'Argentine ne présente aucun accord de coopération militaire, ni en 1960, ni en 1973 ; le seul accord portant sur la défense date de 1998.

### Programme Phoenix
Selon le témoignage du colonel américain Carl Bernard auprès de Marie-Monique Robin, c'est à partir d'un résumé du livre, non encore publié (il est paru en 1961), du colonel Roger Trinquier, La guerre moderne, effectué par Paul Aussaresses et C. Bernard, que Robert Komer, un agent de la CIA qui deviendra l'un des conseillers du président Lyndon Johnson pour la guerre du Viêt-nam, « a conçu le programme Phoenix, qui est en fait une copie de la bataille d'Alger appliquée à tout le Viêt-nam du Sud. […] Pour cela, on retournait des prisonniers, puis on les mettait dans des commandos, dirigés par des agents de la CIA ou par des bérets verts, qui agissaient exactement comme l'escadron de la mort de Paul Aussaresses ».
De fait, il est avéré que les bases de cette opération Phoenix de guerre contre-insurrectionnelle sont directement inspirées des pratiques des GCMA français en Indochine (1951) ou de celles des troupes anglaises en Malaisie (1948).

## Prix du meilleur documentaire en 2004
Marie-Monique Robin a reçu en 2004, pour son film documentaire, le prix du « meilleur documentaire politique de l'année » décerné à l'Assemblée nationale, remis par le médiateur de la République Bernard Stasi.
Son livre a reçu un large écho en Argentine ; il a aussi été salué en France,.

## Rejet d'une commission d’enquête parlementaire
À la suite du reportage de Marie-Monique Robin, les députés Verts Noël Mamère, Martine Billard et Yves Cochet ont déposé, le 10 septembre 2003, devant la Commission des Affaires étrangères de l'Assemblée nationale, alors présidée par Édouard Balladur, une demande de constitution d'une Commission parlementaire pour enquêter sur le « rôle de la France dans le soutien aux régimes militaires en Amérique latine de 1973 à 1984 ». À l'exception du Monde et de Télérama, la presse a passé sous silence cette requête.
Le député UMP Roland Blum, responsable de la Commission, a publié en décembre 2003 un rapport rejetant cette demande de commission d'enquête, car confirmant qu'aucun accord de coopération militaire entre la France et l'Argentine n'avait été signé en 1960 (bien que Marie-Monique Robin donne la cote qui serait celle de l'accord dans les Archives du Quai d'Orsay,). Roland Blum a refusé de recevoir Marie-Monique Robin, avant ou après la remise de ce rapport (no 1295, du 24 décembre 2003).
De même, lorsque le ministre des Affaires étrangères Dominique de Villepin voyage au Chili en février 2004, il affirme, en réponse à une question de journalistes locaux, qu'il n'y a eu aucune coopération entre la France et les régimes militaires d'Amérique latine.